# Шамайка (повесть)
«Шама́йка» (также «Шамайка — Королева кошек») — повесть российского писателя Юрия Коваля о похождениях бродячей кошки. Впервые опубликована в 1988 году. Написана по мотивам повести Эрнеста Сетона-Томпсона «Королевская аналостанка» по предложению Ролана Быкова, предполагавшего снять художественный фильм по сценарию Коваля.

## История создания
Сценарий художественного фильма по повести Э. Сетона-Томпсона «Королевская аналостанка» Юрию Ковалю предложил написать актёр и кинорежиссёр Ролан Быков. Замысел снять кинокартину так и не был осуществлён, однако результатом работы над сценарием стала повесть о бродячей кошке «Шамайка». Повесть была опубликована в 1988 году в двух номерах журнала «Пионер», с предисловием Ролана Быкова и рисунками Рубена Варшамова. Повесть посвящена «господину Эрнесту Сетону-Томпсону и маэстро Ролану Быкову, живущим в разном времени и смысле». 
Сам Быков отмечает в предисловии, обращаясь к читателю: «Пока вы будете читать «Шамайку» Юрия Коваля, я буду снимать по этой повести свой новый фильм, только может случиться, что в переводе на экран получится ещё одна, совершенно новая история». Быков продолжал работать над сценарием и после выхода повести: планируемым названием кинокартины было «Трущобная кошка» (что соответствует переводу оригинального названия у Сетона-Томпсона — The Slum Cat), причём на каком-то этапе фильм предполагалось снимать совместно с США. Однако он так и не был снят. 
В 1990 году в издательстве «Детская литература» вышло отдельное издание повести, с тем же предисловием и рисунками Варшамова. Позже книга переиздавалась, в том числе с новым предисловием Марины Москвиной.

## Сюжет
У бездомной кошки, живущей в трущобах, рождается котёнок. Сама кошка, преследуемая бульдогом, прыгает на корабль и уплывает, а котёнок начинает самостоятельную жизнь. Он забирается в зоомагазин «японца» Мали (который не является японцем, но постоянно щурится), где также работают негр Джим и сожительница японца Лиззи. Недовольная тем, что Мали и Джим приютили котёнка, Лиззи выбрасывает его во двор скобяного склада, где котёнка начинает защищать могучий бык Брэдбери. По прошествии времени котёнок подрастает и оказывается симпатичной кошечкой, к которой начинает испытывать интерес местный бродячий кот Рваное Ухо. Негр Джим, случайно увидевший кошку на улице, называет её Шамайкой. Между тем владелец склада господин У-туулин решает продать быка, и того погружают на баржу, которая отплывает. Шамайка остаётся без защитника. Вскоре у неё рождаются котята от Рваного Уха. Господин У-туулин расстреливает всех котят из винтовки, но Шамайку и прибившегося к ней кролика забирает в лавку японца негр Джим.
Обнаружив, что у Шамайки прекрасный мех, Мали решает разводить кошек на мех и продавать. Он нанимает человека, который ловит ему бродячих кошек, и вместе с Джимом сажает кошек в клетки и кормит их карасьим жмыхом. Однако Лиззи не нравятся новые расходы, и того же человека нанимают, чтобы он забил кошек колотушкой. Шамайка при этом убегает, на улице попадает к живодёрам, чудом спасается от них и возвращается в лавку Мали. Тогда японец посылает кошку на выставку господина Никербокера, назвав её представительницей редкой породы «Королевская аналостанка» с острова Борнео и выдавая Джима за приставленного к кошке дворецкого, а Лиззи — за кошачью экономку. Красота Шамайки производит фурор на выставке, и её покупает за крупную сумму графиня Блонская. Шамайка сбегает, но Мали за вознаграждение возвращает её Блонской, и та увозит кошку на загородную виллу. Там сын графини Виктор издевается над Шамайкой, которая убегает с виллы и через несколько месяцев путешествия возвращается в родимые трущобы. Но трущоб больше не существует: старые дома снесены, и на их месте строятся небоскрёбы. Шамайка встречает Мали, и они вдвоём отправляются на поиски новой жизни. «Попробуем тебя ещё разочек продать», — говорит Мали.

## Отзывы
Исследовательница творчества Коваля Светлана Веднёва называет «Шамайку» «самой драматичной, щемяще-грустной из всех книг», а центральным мотивом произведения — «мотив вечного бега-странствия, но не бега-разрыва, а бега — возвращения к другу». Она отмечает также парадоксальность основных образов-символов повести: трущобы символизируют «бездомность, разобщённость, одиночество», но для Шамайки, напротив, являются домом, тогда как роскошный дом графини Блонской больше похож на тюрьму. Пристань служит символом как расставания (с матерью и быком Брэдбери), так и встречи (с Мали в конце повести), а противостояние «мира романтиков и мира собственников» реализуется в повторяющейся ситуации купли-продажи. В результате «вечная кошка, бегущая в старом времени» становится «символом победы беззащитного существа над враждебным окружающим миром, символом преодоления одиночества».
Сравнивая оригинальную повесть Сетона-Томпсона и повесть Коваля, Ролан Быков проводит параллель с «Доктором Дулитлом» Лофтинга и написанным на его основе «Доктором Айболитом» Чуковского. Быков отмечает также, что Коваль, как и Сетон-Томпсон, «пишет о животных, но делает это совершенно по-своему»: «если для Сетона-Томпсона очень важен сам факт, то для Коваля факт — только начало, а дальше начинается самое главное. Там, где Коваль шутит, — он грустит; там, где грустит, — он любит; там, где любит, — он защищает».
Аналогично Марина Москвина говорит о том, что Коваль — поклонник Сетона-Томпсона, посвятивший ему эту повесть, — «рассказал о Шамайке то, о чём умолчал его канадский предшественник»: поведал о жизни трущоб и характерах их обитателей, наполнив повесть «колоритными личностями» вроде негра Джима, быка Брэдбери и кота Рваное Ухо.